# Bockstael (metrostation)
Bockstael is een metrostation van de Brusselse metro, gelegen in Laken.

## Geschiedenis
Metrostation Bockstael werd geopend op 6 oktober 1982 samen met Ossegem, Pannenhuis, Belgica en Simonis ter verlenging van metrolijn 1A vanuit Beekkant naar Bockstael. Tot 1985 was dit station het eindpunt van de noordwestelijke tak van de oost-westlijn (toen lijn 1A, nu deel van lijn 6), die in het genoemde jaar werd verlengd naar Heizel. De projectnaam van metrostation Bockstael was Laken/Laeken.
Sinds de herziening van het metronet in 2009 bedient metrolijn 6 dit station. Station Bockstael is vernoemd naar de Belgische politicus en burgemeester van Laken uit XIXe eeuw, Emile Bockstael.
Tijdens de jaren 2015 en 2016 werd het station verbouwd: nieuwe perronbekleding, lift voor rolstoelgebruikers, nieuw meubilair, enz.

## Ligging
Het metrostation Bockstael is gelegen in de gemeente Laken evenwijdig met de spoorlijn 50A naar Dendermonde. Ongeveer 200 meter van het metrostation is ook een treinhalte aanwezig.
Bovengronds is er aansluiting voorzien met tramlijnen 62 en 93 van de MIVB, buslijnen de MIVB en diverse bussen van De Lijn komende van Brussel-Noord richting Vlaams-Brabant en het noorden van Brussel.

## Kunst
Met de bouw van het metrostation was er geen kunst voorzien voor dit station, maar op 30 april 2010 werd een muurschildering van 40 m², genaamd Metrocool ingehuldigd. Deze bevindt zich ter hoogte van de metroingang Artiestenstraat.